# IC 568
IC 568 је спирална галаксија у сазвјежђу Лав која се налази на листи објеката дубоког неба у Индекс каталогу.
Деклинација објекта је + 15° 43' 50" а ректасцензија 9h 51m 8,4s. Привидна величина (магнитуда) објекта IC 568 износи 13,8 а фотографска магнитуда 14,6. IC 568 је још познат и под ознакама UGC 5285, MCG 3-25-31, CGCG 92-57, IRAS 09484+1557, PGC 28368.